# Paragorgorhynchus chariensis
Paragorgorhynchus chariensis är en hakmaskart som beskrevs av Troncy 1970. Paragorgorhynchus chariensis ingår i släktet Paragorgorhynchus och familjen Rhadinorhynchidae. Inga underarter finns listade i Catalogue of Life.